# Hal Price
Harry Franklin „Hal“ Price (* 24. Juni 1886 in Wauseon, Ohio; † 15. April 1964 in Los Angeles, Kalifornien) war ein US-amerikanischer Schauspieler.

## Leben
Hal Price wurde 1886 in Wauseon, im US-Bundesstaat Ohio geboren.
1930 hatte Price in dem Film Party Girl seinen ersten Auftritt. In der Fernsehserie The Lone Ranger spielte er 1949 bis 1953 erstmals eine durchgehende Rolle.
Er war zwischen 1916 und 1922 mit Eleanor May Fitzsimmons, zwischen 1923 und 1939 mit Amy F. Goodrich und mit Josephine DeSimone verheiratet. Seine Tochter war die Schauspielerin Lu Leonard.

## Filmografie
- 1930: Party Girl
- 1930: The Night Ride (Night Ride)
- 1930: Children of Pleasure
- 1930: Brothers
- 1930: Orkan (Derelict)
- 1930: See America Thirst
- 1931: Ten Cents a Dance
- 1931: Straßen der Weltstadt (City Streets)
- 1931: The Lawyer’s Secret
- 1931: Vor Blondinen wird gewarnt (Platinum Blonde)
- 1931: Night Beat
- 1932: Docks of San Francisco
- 1932: The Final Edition
- 1932: Hotel Continental
- 1932: Sin’s Pay Day
- 1932: Shopworn
- 1932: Carnival Boat
- 1932: Scandal for Sale
- 1932: Strangers of the Evening
- 1932: Der Henker von New York (Attorney for the Defense)
- 1932: The Widow in Scarlet
- 1932: Wer hat hier recht? (Lady and Gent)
- 1932: Der Falke (Ride Him, Cowboy)
- 1932: The Last Man
- 1932: This Sporting Age
- 1932: The Western Code
- 1932: Heritage of the Desert
- 1932: Vanity Street
- 1932: The Heart Punch
- 1932: Madison Square Garden
- 1932: Afraid to Talk
- 1932: Im Zeichen des Kreuzes (The Sign of the Cross)
- 1932: Under-Cover Man
- 1932: The Secrets of Wu Sin
- 1932: The Racing Strain
- 1933: Hello, Everybody!
- 1933: From Hell to Heaven
- 1933: Breed of the Border
- 1933: Trick for Trick
- 1933: The Girl in 419
- 1933: Die Hafen-Annie (Tugboat Annie)
- 1933: Notorious But Nice
- 1933: Galloping Romeo
- 1933: Ranger’s Code
- 1933: Dance, Girl, Dance
- 1933: The Bowery
- 1933: Die Wasserrechte von Lost Creek (Riders of Destiny)
- 1933: Fury of the Jungle
- 1933: In the Money
- 1933: Sein Freund, der Desperado (Sagebrush Trail)
- 1934: Public Stenographer
- 1934: Es geschah in einer Nacht (It Happened One Night)
- 1934: Stolen Sweets
- 1934: Good Dame
- 1934: The Woman Condemned
- 1934: Voice in the Night
- 1934: Whirlpool
- 1934: The Crime of Helen Stanley
- 1934: Manhattan Love Song
- 1934: Hell Bent for Love
- 1934: Nebel über Frisco (Fog Over Frisco)
- 1934: Most Precious Thing in Life (The Most Precious Thing in Life)
- 1934: The Hell Cat
- 1934: The Defense Rests
- 1934: Fifteen Wives
- 1934: Unser tägliches Brot (Our Daily Bread)
- 1934: The Party’s Over
- 1934: Cleopatra
- 1934: Port of Lost Dreams
- 1934: Lady by Choice
- 1934: Against the Law
- 1934: I’ll Fix It
- 1934: Jealousy
- 1934: Mills of the Gods
- 1934: Zirkus Barnum (The Mighty Barnum)
- 1934: West of the Pecos
- 1935: Behind the Evidence
- 1935: Stadtgespräch (The Whole Town’s Talking)
- 1935: One in a Million
- 1935: Death from a Distance
- 1935: Men of the Hour
- 1935: The Awakening of Jim Burke
- 1935: Unknown Woman
- 1935: Manhattan Moon
- 1935: Born to Gamble
- 1935: After the Dance
- 1935: Sundown Saunders
- 1935: Westwärts! (Westward Ho)
- 1935: Atlantic Adventure
- 1935: Das Tal des Todes (Wanderer of the Wasteland)
- 1935: The Public Menace
- 1935: Heir to Trouble
- 1935: Thunder Mountain
- 1935: Skandal in der Oper (A Night at the Opera)
- 1935: Schuld und Sühne (Crime and Punishment)
- 1935: One-Way Ticket
- 1935: Super-Speed
- 1935: Hitch Hike Lady
- 1935: Just My Luck
- 1935: The Pace That Kills
- 1935: The Lone Wolf Returns
- 1936: The Mysterious Avenger
- 1936: You May Be Next!
- 1936: Ghost Town
- 1936: Gespensterreiter der Prärie (Desert Phantom)
- 1936: Mr. Deeds geht in die Stadt (Mr. Deeds Goes to Town)
- 1936: The Drag-Net
- 1936: The King Steps Out
- 1936: The Fugitive Sheriff
- 1936: Navy Born
- 1936: Gefahr! (And Sudden Death)
- 1936: Um den Krügerdiamanten (The Return of Sophie Lang)
- 1936: Wildcat Trooper
- 1936: Shakedown
- 1936: 36 Hours to Kill
- 1936: The Crooked Trail
- 1936: Born to Fight
- 1936: Hollywood Boulevard
- 1936: Ride ’Em Cowboy
- 1936: Sea Spoilers
- 1936: Cavalry
- 1936: End of the Trail
- 1936: Rose Bowl
- 1936: Legion of Terror
- 1937: Valley of Terror
- 1937: The Devil Diamond
- 1937: Horoskope lügen nicht (When’s Your Birthday?)
- 1937: Dick Tracy
- 1937: Carmen in Texas (Trouble in Texas)
- 1937: Melody of the Plains
- 1937: The Trusted Outlaw
- 1937: Turn Off the Moon
- 1937: Hollywood Cowboy
- 1937: Yodelin’ Kid from Pine Ridge
- 1937: Heroes of the Alamo
- 1937: Blonde Trouble
- 1937: Public Cowboy No. 1
- 1937: Atlantic Flight
- 1937: On Such a Night
- 1937: Ridin’ the Lone Trail
- 1937: Stars Over Arizona
- 1937: Arizona Gunfighter
- 1937: A Bride for Henry
- 1937: Youth on Parole
- 1937: Partners in Crime
- 1937: Where Trails Divide
- 1937: Roll Along, Cowboy
- 1937: Danger Valley
- 1937: Frisco-Express (Wells Fargo)
- 1938: Here’s Flash Casey
- 1938: Call the Mesquiteers
- 1938: Code of the Rangers
- 1938: Gunsmoke Trail
- 1938: Stagecoach Days
- 1938: Prison Break
- 1938: Pioneer Trail
- 1938: Man from Music Mountain
- 1938: The Mexicali Kid
- 1938: Crime Takes a Holiday
- 1938: Prairie Moon
- 1938: Gang Bullets
- 1938: Wild Horse Canyon
- 1938: Federal Man-Hunt
- 1939: Auf in den Kampf (Stand Up and Fight)
- 1939: Convict’s Code
- 1939: Home on the Prairie
- 1939: I Was a Convict
- 1939: Terror Reiter Der Nacht (The Night Riders)
- 1939: Man from Texas
- 1939: Union Pacific
- 1939: Across the Plains
- 1939: Wasser für Arizona (New Frontier)
- 1939: Bomben auf Texas (In Old Monterey)
- 1939: Mad Youth
- 1939: Overland Mail
- 1939: South of the Border
- 1939: My Son Is Guilty
- 1940: Texas Renegades
- 1940: Village Barn Dance
- 1940: Convicted Woman
- 1940: Pals of the Silver Sage
- 1940: The Crooked Road
- 1940: I Take This Oath
- 1940: The Carson City Kid
- 1940: Der Kampf um die Goldmine (Frontier Crusader)
- 1940: Out West with the Peppers
- 1940: The Golden Trail
- 1940: We Who Are Young
- 1940: Billy the Kid Outlawed
- 1940: Haunted House
- 1940: Arizona Frontier
- 1940: Ride, Tenderfoot, Ride
- 1940: Frontier Vengeance
- 1940: The Devil Bat
- 1940: Die Rache der kupfernen Schlange (Mysterious Doctor Satan)
- 1940: Lone Star Raiders
- 1941: Ridin’ on a Rainbow
- 1941: Hier ist John Doe (Meet John Doe)
- 1941: Sign of the Wolf
- 1941: Sis Hopkins
- 1941: Fuzzy bricht den Terror (Billy the Kid’s Fighting Pals)
- 1941: The Singing Hill
- 1941: Tight Shoes
- 1941: Gangs of Sonora
- 1941: Fuzzy der Unsterbliche (Billy the Kid in Santa Fe)
- 1941: Arizona Bound
- 1941: The Parson of Panamint
- 1941: The Iron Claw
- 1941: Schrecken über Colorado (The Lone Rider Ambushed)
- 1941: The Apache Kid
- 1941: Jungle Man
- 1941: Fuzzys großer Trick (The Lone Rider Fights Back)
- 1941: Sierra Sue
- 1941: Secret of the Wastelands (Secrets of the Wasteland)
- 1941: Riders of the Badlands
- 1941: Forbidden Trails
- 1942: Thunder River Feud
- 1942: Cowboy Serenade
- 1942: The Man Who Returned to Life
- 1942: Raiders of the West
- 1942: Arizona Round-Up
- 1942: Raiders of the Range
- 1942: Home in Wyomin’
- 1942: Not a Ladies’ Man
- 1942: The Cyclone Kid
- 1942: Prairie Gunsmoke
- 1942: Um Leben und Tod (Law and Order)
- 1942: Für Recht und Gesetz (Sheriff of Sage Valley)
- 1942: The Daring Young Man (Daring Young Man)
- 1942: Along the Sundown Trail
- 1942: Criminal Investigator
- 1942: War Dogs
- 1942: Valley of Hunted Men
- 1942: Ice Capades Revue
- 1942: One Dangerous Night
- 1943: Two Fisted Justice
- 1943: Dead Men Walk
- 1943: The Blocked Trail
- 1943: Tal der Vergeltung (Fugitive of the Plains)
- 1943: My Son, the Hero
- 1943: Immer mehr, immer fröhlicher (The More the Merrier)
- 1943: Western Cyclone
- 1943: Riders of the Rio Grande
- 1943: It’s a Great Life
- 1943: Sarong Girl
- 1943: Henry Aldrich Swings It
- 1943: Robin Hood of the Range
- 1943: Fighting Valley
- 1943: Wagon Tracks West
- 1943: Black Market Rustlers
- 1943: Here Comes Kelly
- 1943: Outlaws of Stampede Pass
- 1943: My Kingdom for a Cook
- 1943: Bullets and Saddles
- 1943: Klondike Kate
- 1944: Westward Bound
- 1944: Mojave Firebrand
- 1944: Partners of the Trail
- 1944: Outlaw Trail
- 1944: Wyoming Hurricane
- 1944: Law Men
- 1944: Man from Frisco
- 1944: Sonora Stagecoach
- 1944: The Last Horseman
- 1944: Range Law
- 1944: Tal der Vergeltung (Fuzzy Settles Down)
- 1944: Marshal of Reno
- 1944: Silver City Kid
- 1944: West of the Rio Grande
- 1944: Wild Horse Phantom
- 1944: Law of the Valley
- 1944: Faces in the Fog
- 1944: Harmony Trail
- 1944: Fuzzy und die Christel von der Post (Oath of Vengeance)
- 1944: Sundown Riders
- 1945: Sheriff of Cimarron
- 1945: Utah
- 1945: Rockin’ in the Rockies
- 1945: The Return of the Durango Kid
- 1945: Corpus Christi Bandits
- 1945: Stranger from Santa Fe
- 1945: Lone Texas Ranger
- 1945: The Chicago Kid
- 1945: Flame of the West
- 1945: Wildfire
- 1945: Behind City Lights
- 1945: Rustlers’ Hideout
- 1946: The Phantom Rider
- 1946: Sun Valley Cyclone
- 1949–1953: The Lone Ranger (Fernsehserie, 3 Folgen)
- 1950: Tarnished
- 1950: Rauchende Pistolen (Singing Guns)
- 1950: Father Makes Good
- 1950: Juwelenraub um Mitternacht (The Great Jewel Robber)
- 1950: Frisco Tornado
- 1951: Belle Le Grand
- 1951: Rough Riders of Durango
- 1951: Hollywood Theatre Time (Fernsehserie, Folge 1x39)
- 1952: Colorado Sundown
- 1952: Oklahoma Annie
- 1952: Junction City
- 1952–1953: The Roy Rogers Show (Fernsehserie, 2 Folgen)